# Collegio di Dwyfor Meirionnydd
Dwyfor Meirionnydd è un collegio elettorale gallese rappresentato alla camera dei Comuni del parlamento del Regno Unito. Elegge un membro del parlamento con il sistema maggioritario a turno unico; l'attuale parlamentare è Liz Saville-Roberts di Plaid Cymru, che rappresenta il collegio dal 2015.

## Estensione

Il collegio dal 2010 al 2024

I ward utilizzati per creare il nuovo collegio di Dwyfor Meirionnydd sono i seguenti:
- 2010-2024: nella contea preservata di Gwynedd, i ward di Aberdaron, Aberdyfi, Abererch, Abermaw, Abersoch, Bala, Botwnnog, Bowydd and Rhiw, Brithdir and Llanfachreth/Ganllwyd/Llanelltyd, Bryn-crug/Llanfihangel, Clynnog, Corris/Mawddwy, Criccieth, Diffwys and Maenofferen, Dolbenmaen, Dolgellau North, Dolgellau South, Dyffryn Ardudwy, Efail-newydd/Buan, Harlech, Llanaelhaearn, Llanbedr, Llanbedrog, Llandderfel, Llanengan, Llangelynin, Llanuwchllyn, Llanystumdwy, Morfa Nefyn, Nefyn, Penrhyndeudraeth, Porthmadog East, Porthmadog West, Porthmadog-Tremadog, Pwllheli North, Pwllheli South, Teigl, Trawsfynydd, Tudweiliog e Tywyn.
- dal 2024: nella contea preservata di Gwynedd, i ward di Aberdyfi, Abererch, Abermaw, Abersoch, Arthog and Llangelynnin, Bethel a'r Felinheli (Bethel and Port Dinorwic), Bowydd and Rhiw, Brithdir and Llanfachreth, Ganllwyd and Llanelltyd, Bro Dysynni, Cadnant, Canol Tref Caernarfon (Caernarfon Town Central), Clynnog, Corris and Mawddwy, Criccieth, Cwm-y-Glo, De Dollgellau (Dolgellau South), De Pwllheli (Pwllheli South), Deiniolen, Diffwys and Maenofferen, Dolbenmaen, Dwyrain Porthmadog (Porthmadog East), Dyffryn Ardudwy, Efailnewydd and Buan, Glaslyn, Gogledd Dolgellau (Dolgellau North), Gogledd Pwllheli (Pwllheli North), Gorllewin Porthmadog (Porthmadog West), Gorllewin Tywyn (Tywyn West), Harlech and Llanbedr, Hendre, Llanbedrog with Mynytho, Llanberis, Llandderfel, Llanllyfni, Llanrug, Llanuwchllyn, Llanwnda, Llanystumdwy, Menai, Morfa Nefyn and Tudweiliog, Morfa Tywyn, Nefyn, Peblig, Pen draw Llyn, Penisa'r-waun, Penrhyndeudraeth, Penygroes, Teigl, Trawsfynydd, Tryfan, Waunfawr, Bala, Bontnewydd, Groeslon e Yr Eifl, ed il ward di Edernion nel Denbighshire.[1]

## Membri del parlamento
| Elezione | Elezione            | Deputato    | Partito     |
| -------- | ------------------- | ----------- | ----------- |
|          | 2010                | Elfyn Llwyd | Plaid Cymru |
| 2015     | Liz Saville-Roberts |             | Plaid Cymru |

## Elezioni

### Elezioni negli anni 2020
| Partito                    | Partito                                  | Candidato                  | Risultati 4 luglio 2024 | Risultati 4 luglio 2024 |
| Partito                    | Partito                                  | Candidato                  | Voti                    | %                       |
| -------------------------- | ---------------------------------------- | -------------------------- | ----------------------- | ----------------------- |
|                            | Plaid Cymru                              | Liz Saville Roberts        | 21 788                  | 53,94                   |
|                            | Laburista                                | Joanna Stallard            | 5 912                   | 14,64                   |
|                            | Reform UK                                | Lucy Murphy                | 4 857                   | 12,02                   |
|                            | Conservatore                             | Becca Martin               | 4 712                   | 11,66                   |
|                            | Verdi                                    | Karl Drinkwater            | 1 448                   | 3,58                    |
|                            | Lib Dem                                  | Phoebe Jenkins             | 1 381                   | 3,42                    |
|                            | Heritage                                 | Joan Ginsberg              | 297                     | 0,74                    |
|                            |                                          |                            |                         |                         |
| Iscritti                   | Iscritti                                 | Iscritti                   | 73 042                  | 100,00                  |
| ↳ Votanti (% su iscritti)  | ↳ Votanti (% su iscritti)                | ↳ Votanti (% su iscritti)  | 40 395                  | 55,30                   |
| ↳ Astenuti (% su iscritti) | ↳ Astenuti (% su iscritti)               | ↳ Astenuti (% su iscritti) | 32 647                  | 44,70                   |
|                            |                                          |                            |                         |                         |
|                            | Esito: collegio confermato a Plaid Cymru |                            |                         |                         |

### Elezioni negli anni 2010
| Partito                    | Partito                                  | Candidato                  | Risultati 12 dicembre 2019 | Risultati 12 dicembre 2019 |
| Partito                    | Partito                                  | Candidato                  | Voti                       | %                          |
| -------------------------- | ---------------------------------------- | -------------------------- | -------------------------- | -------------------------- |
|                            | Plaid Cymru                              | Liz Saville Roberts        | 14 447                     | 48,27                      |
|                            | Conservatore                             | Tomos Davies               | 9 707                      | 32,43                      |
|                            | Laburista                                | Graham Hogg                | 3 998                      | 13,36                      |
|                            | Brexit                                   | Louise Hughes              | 1 776                      | 5,93                       |
|                            |                                          |                            |                            |                            |
| Iscritti                   | Iscritti                                 | Iscritti                   | 44 362                     | 100,00                     |
| ↳ Votanti (% su iscritti)  | ↳ Votanti (% su iscritti)                | ↳ Votanti (% su iscritti)  | 29 928                     | 67,46                      |
| ↳ Astenuti (% su iscritti) | ↳ Astenuti (% su iscritti)               | ↳ Astenuti (% su iscritti) | 14 434                     | 32,54                      |
|                            |                                          |                            |                            |                            |
|                            | Esito: collegio confermato a Plaid Cymru |                            |                            |                            |

| Partito                    | Partito                                  | Candidato                  | Risultati 8 giugno 2017 | Risultati 8 giugno 2017 |
| Partito                    | Partito                                  | Candidato                  | Voti                    | %                       |
| -------------------------- | ---------------------------------------- | -------------------------- | ----------------------- | ----------------------- |
|                            | Plaid Cymru                              | Liz Saville Roberts        | 13 687                  | 45,10                   |
|                            | Conservatore                             | Neil Fairlamb              | 8 837                   | 29,12                   |
|                            | Laburista                                | Mathew Norman              | 6 273                   | 20,67                   |
|                            | Lib Dem                                  | Stephen Churchman          | 937                     | 3,09                    |
|                            | UKIP                                     | Frank Wykes                | 614                     | 2,02                    |
|                            |                                          |                            |                         |                         |
| Iscritti                   | Iscritti                                 | Iscritti                   | 44 576                  | 100,00                  |
| ↳ Votanti (% su iscritti)  | ↳ Votanti (% su iscritti)                | ↳ Votanti (% su iscritti)  | 30 348                  | 68,08                   |
| ↳ Astenuti (% su iscritti) | ↳ Astenuti (% su iscritti)               | ↳ Astenuti (% su iscritti) | 14 228                  | 31,92                   |
|                            |                                          |                            |                         |                         |
|                            | Esito: collegio confermato a Plaid Cymru |                            |                         |                         |

| Partito                    | Partito                                  | Candidato                  | Risultati 7 maggio 2015 | Risultati 7 maggio 2015 |
| Partito                    | Partito                                  | Candidato                  | Voti                    | %                       |
| -------------------------- | ---------------------------------------- | -------------------------- | ----------------------- | ----------------------- |
|                            | Plaid Cymru                              | Liz Saville Roberts        | 11 811                  | 40,85                   |
|                            | Conservatore                             | Neil Fairlamb              | 6 550                   | 22,65                   |
|                            | Laburista                                | Mary Griffiths Clarke      | 3 904                   | 13,50                   |
|                            | UKIP                                     | Christopher Gillibrand     | 3 126                   | 10,81                   |
|                            | Indipendente                             | Louise Hughes              | 1 388                   | 4,80                    |
|                            | Lib Dem                                  | Steven Churchman           | 1 153                   | 3,99                    |
|                            | Verdi                                    | Marc Fothergill            | 981                     | 3,39                    |
|                            |                                          |                            |                         |                         |
| Iscritti                   | Iscritti                                 | Iscritti                   | 44 413                  | 100,00                  |
| ↳ Votanti (% su iscritti)  | ↳ Votanti (% su iscritti)                | ↳ Votanti (% su iscritti)  | 28 913                  | 65,10                   |
| ↳ Astenuti (% su iscritti) | ↳ Astenuti (% su iscritti)               | ↳ Astenuti (% su iscritti) | 15 500                  | 34,90                   |
|                            |                                          |                            |                         |                         |
|                            | Esito: collegio confermato a Plaid Cymru |                            |                         |                         |

| Partito                    | Partito                                        | Candidato                  | Risultati 6 maggio 2010 | Risultati 6 maggio 2010 |
| Partito                    | Partito                                        | Candidato                  | Voti                    | %                       |
| -------------------------- | ---------------------------------------------- | -------------------------- | ----------------------- | ----------------------- |
|                            | Plaid Cymru                                    | Elfyn Llwyd                | 12 814                  | 44,33                   |
|                            | Conservatore                                   | Simon Baynes               | 6 447                   | 22,30                   |
|                            | Laburista                                      | Alwyn Humphreys            | 4 021                   | 13,91                   |
|                            | Lib Dem                                        | Stephen Churchman          | 3 538                   | 12,24                   |
|                            | Indipendente                                   | Louise Hughes              | 1 310                   | 4,53                    |
|                            | UKIP                                           | Frank Wykes                | 776                     | 2,68                    |
|                            |                                                |                            |                         |                         |
| Iscritti                   | Iscritti                                       | Iscritti                   | 45 378                  | 100,00                  |
| ↳ Votanti (% su iscritti)  | ↳ Votanti (% su iscritti)                      | ↳ Votanti (% su iscritti)  | 28 906                  | 63,70                   |
| ↳ Astenuti (% su iscritti) | ↳ Astenuti (% su iscritti)                     | ↳ Astenuti (% su iscritti) | 16 472                  | 36,30                   |
|                            |                                                |                            |                         |                         |
|                            | Esito: collegio a Plaid Cymru (nuovo collegio) |                            |                         |                         |

## Risultati dei referendum

### Referendum sulla permanenza del Regno Unito nell'Unione europea del 2016
|             | Collegio           | Lasciare UE % | Rimanere in UE % |
| ----------- | ------------------ | ------------- | ---------------- |
|             | Dwyfor Meirionnydd | 48,3%         | 51,7%            |
|             | Galles             | 52,5%         | 47,5%            |
| Regno Unito | 51,9%              | 48,1%         |                  |